# Palmeirópolis
Palmeirópolis là một đô thị thuộc bang Tocantins, Brasil. Đô thị này có diện tích 1703,936 km², dân số năm 2007 là 8120 người, mật độ 4,77 người/km².